# Polygenisme
Polygenisme of polygenese is een wetenschappelijke theorie die in de 17e eeuw in Europa ontstond om het bestaan van de vele, niet duidelijk verwante, rassen en volkeren te verklaren.

## Ontstaan vanuit bijbelkritiek
Isaac La Peyrère was de eerste die openlijk de gedachte van polygenese verdedigde en het monopolie van de Bijbel als sleutel tot de wereldgeschiedenis verwierp. De vraag die hem bezig hield was waar de Indianen vandaan kwamen en hoe de lange chronologieën van niet-bijbelse volken te verklaren vielen. Hij stelde in zijn Prae-Adamitae (1655) dat er twee scheppingsverhalen in Genesis staan. De Indianen en Chinezen zouden niet van Adam afstammen, maar van de vóór Adam en Eva geschapen mensheid. Deze heterodoxe visie werd door de Kerk niet aanvaard en door de overheden werd het boek verboden.
De Bijbel stelde dat alle mensen van Adam en Eva en later van Noach afstamden. Geleerden konden dat in de 17e eeuw niet meer rijmen met de taalkundige verschillen die zij op aarde ontdekten. Stamden al die talen van het Hebreeuws af? Hugo de Groot heeft nog een poging gedaan om de Indiaanse talen in Noord-Amerika als taalkundige verwanten van het Hebreeuws voor te stellen. De Groot probeerde aan te tonen dat alle mensen inderdaad van Adam en Eva en van Noach afstamden. Indiaanse talen moesten, zo meende de Bijbelvaste Hugo de Groot, daarom Hebreeuwse invloeden vertonen.
De Groots beweringen werden echter door tijdgenoten, in de eerste plaats door Johannes de Laet, weerlegd. In zijn Notae ad dissertationem Hugonis Grotii uitte De Laet scherpe kritiek op de Dissertatio de origine gentium Americanarum van Hugo de Groot.
De Laet trakteerde De Groot op een uitvoerige les in Europese en Amerikaanse taalkunde. De Indiaanse talen vertoonden geen enkele verwantschap met Hebreeuws, Grieks, Latijn of enige moderne Europese taal. In plaats hiervan beklemtoonde De Laet de enorme verschillen tussen de Europese en de Indiaanse talen en culturen, om nog maar te zwijgen over de zeer uiteenlopende flora en fauna.
Het monogenisme van de Bijbel kon niet meer in overeenstemming met de werkelijkheid worden gebracht. Zo ontstond de discipline van de Bijbelkritiek. Om het idee van een geschapen eerste mensenpaar, maar vooral dat van de erfzonde zonder welke de kruisiging van Christus voor de theologen geen zin zou hebben gehad, werd een alternatieve theorie opgesteld. Die werd als eerste geformuleerd door La Peyrère.
Voltaire schreef over het probleem in zijn Essai sur les mœurs et l'esprit des nations (1756). Zijn polygenisme leek eerder bedoeld om te spotten met het scheppingsverhaal dan als harde overtuiging.

## Polygenisme en het begrip ras

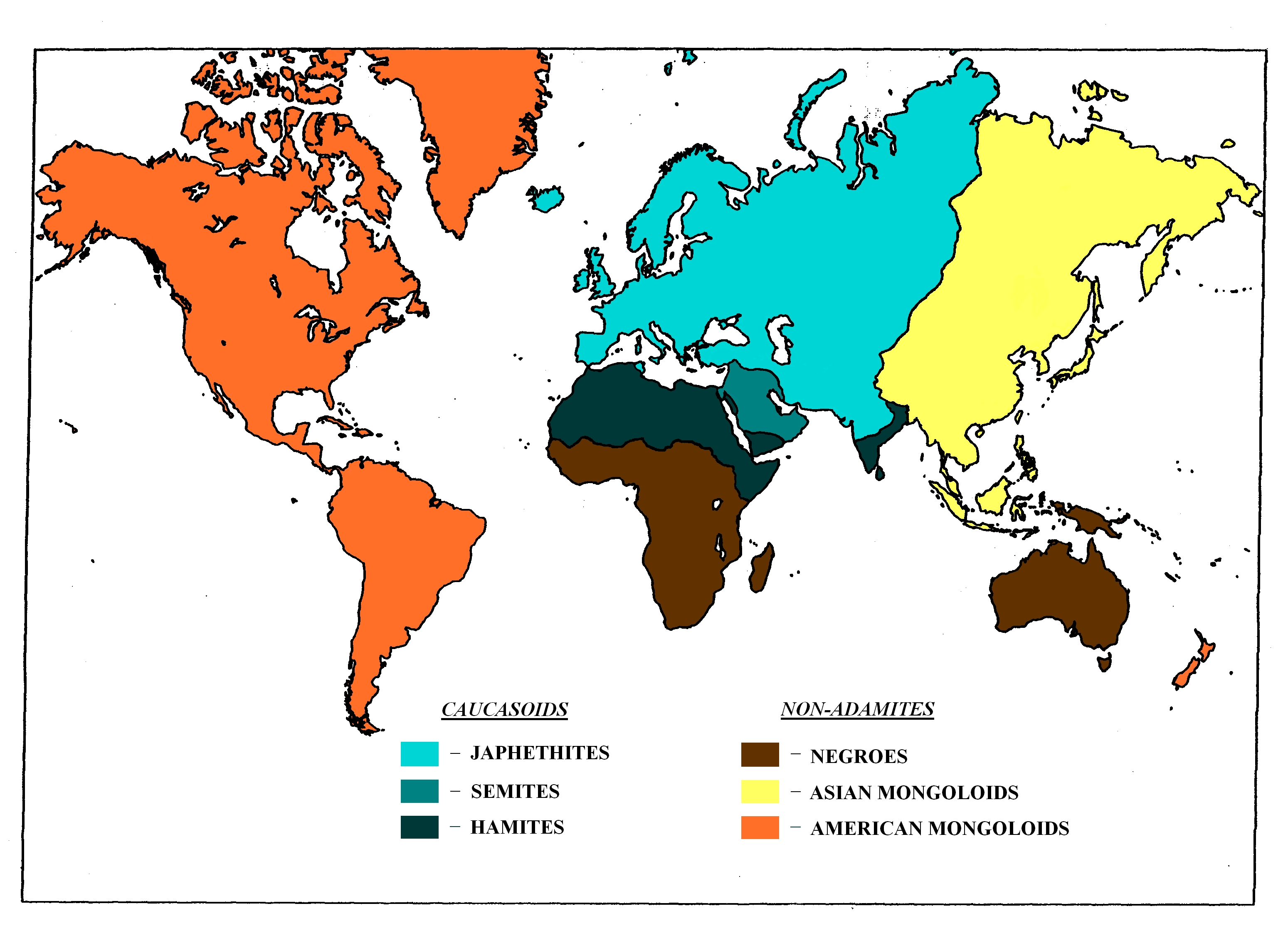
De mensenrassen volgens de Bijbelse polygenisten

In de slavenhoudende staten van de Verenigde Staten werd een door Samuel George Morton en Louis Agassiz geformuleerde polygenistische theorie gebruikt om de slavernij te rechtvaardigen. De negervolkeren in Afrika waren, zo meende men, een andere mensensoort (Engels: a different species) en verstandelijk de mindere van de blanke Europeanen. Agassiz stelde dat iedere mensensoort, vroeger sprak men van "mensenras", uniek is maar dat de mensheid als geheel wél een soort was.
De ontdekkingen van de geologie en van Darwin betekenden dat een in miljoenen jaren verlopende geschiedenis van de aarde wetenschappelijk werd geaccepteerd.
Met behulp van polygenisme konden de Bijbelgetrouwe, maar niet per se fundamentalistische christenen hun Bijbelse wereldbeeld nog met de wetenschappelijke feiten verzoenen. Darwin zelf was een monogenist die meende dat alle mensensoorten van een gezamenlijke voorouder afstamden. .
De paleoantropoloog Carleton Coon benaderde in de jaren 60 van de 20e eeuw de polygenistische standpunten toen hij stelde dat diverse mensachtigen onafhankelijk van elkaar tot moderne mensen zijn geëvolueerd. Deze "multiregionale hypothese van de menselijke evolutie" werd ook in het begin van de 21e eeuw nog door een klein aantal geleerden verdedigd.
De antropologie wijst er op dat de polygenese onderdeel is van de mondelinge overlevering van tal van volkeren. Bijna ieder volk beschikt immers over een eigen, vaak uniek, scheppingsverhaal.
In de encycliek Humani Generis heeft Paus Pius XII in 1950 de polygenese streng veroordeeld. Hij stelde dat er, hoewel er over het creationisme discussie mogelijk was geen beeld mocht ontstaan van een verdeelde mensheid. De paus bracht de polygenese in verband met onorthodoxe antropologie, racisme, eugenistiek en nationaalsocialisme.